# Nartheciaceae
Le Nartheciaceae Fr. ex Bjurzon, 1846 sono una famiglia di piante angiosperme monocotiledoni dell'ordine Dioscoreales.

## Tassonomia
La famiglia include poche dozzine di specie di piante erbacee suddivise nei seguenti generi:
- Aletris L.
- Lophiola Ker Gawl.
- Metanarthecium Maxim.
- Narthecium Huds.
- Nietneria Klotzsch ex Benth.